# Shatterstar
Gaveedra-Seven, alias Shatterstar est un super-héros évoluant dans l'univers Marvel de la maison d’édition Marvel Comics. Créé par le scénariste Fabian Nicieza et le dessinateur Rob Liefeld, le personnage de fiction apparaît pour la première fois dans le comic book New Mutants #99 en mars 1991.
Personnage populaire de la série X-Force publiée dans les années 1990, le personnage est pourtant toujours resté moins populaire que certains autres, à cause de son passé trop peu développé et parfois contradictoire (du fait de la rotation massive des auteurs sur ce type de série).

## Historique de la publication

### Autre personnage
Sans aucun rapport avec le membre de X-Force, le nom de code Shatterstar est également celui d'un guerrier Kree créé par le scénariste Doug Moench et le dessinateur George Perez, apparaissant en 1976. Le personnage de fiction apparaît dans quatre comic books : Inhumans (vol. 1) #4-6 en 1976 et Avengers (vol. 1) #383 en 1995.

## Biographie du personnage

### Origines
Shatterstar vient d'un monde parallèle du futur nommé Mojoverse, dirigé par l'alien Mojo V. Il a été modifié génétiquement pour devenir un gladiateur, les combats en arène étant très populaires dans ce monde chérissant la télévision, le sport et le culte de la personnalité. Il s'enfuit de sa servitude et devient un rebelle au sein de l'Alliance, qui cherche à renverser le règne du tyran Mojo. Durant cette période, il épouse la guerrière Windsong, depuis décédée.
Selon le Fauve, son ADN est le même que celui de Longshot. Pourtant, Shatterstar est différent de l'ancien membre des X-Men.
À la suite d'une téléportation temporelle, il se retrouve dans la réalité Marvel, au moment où le mutant Cable fonde X-Force à partir des restes des Nouveaux Mutants. Après des débuts difficiles, il devient l'ami de Rictor.

### Parcours
Plus tard, Shatterstar découvre qu'il possède les souvenirs d'un humain nommé Benjamin Russell, un homme sans famille et dans le coma depuis de nombreuses années. Benjamin et Shatterstar se ressemblent beaucoup. Longshot transfère l'âme de Shatterstar dans le corps du jeune homme, et les deux fusionnent. Il est possible que Shatterstar soit le fils qu'auraient pu avoir Longshot et Dazzler sur MojoWorld.
Après la dissolution de l'équipe, Shatterstar part seul et gagne sa vie dans les arènes de combat clandestines. Il affronte de nouveau Spirale qui cherche à le piéger. De retour sur Terre, il rejoint Cable pour vaincre le Skornn.
Lors de Civil War, Domino et lui libèrent les 198 du camp où ils vivaient.
On revoit ensuite le jeune homme, possédé par Cortex, affronter ses anciens alliés de Facteur-X. Mais ses amis réussissent à le libérer et, à la suite de cela, il rejoint l'équipe,.

### Après X-Factor
En fait, Rictor et Shatterstar ont tous deux fini par remonter le temps et ont été transportés dans le Mojoverse. Shatterstar a de nouveau subi un lavage de cerveau pour attaquer Rictor - cette fois dans une bataille de gladiateurs télévisée. Rictor a réussi à neutraliser Shatterstar, avant de s'échapper de l'arène avec l'aide des rebelles du Mojoverse. Alors qu'il était inconscient, Shatterstar a été amené à Arize, qui l'a cloné (et a utilisé une partie de son ADN pour créer Longshot). Shatterstar s'est réveillé à temps pour utiliser ses pouvoirs pour échapper à une attaque de Mojo et Spiral, en se transportant dans le temps. Au cours de cette nouvelle période, Rictor est tombé sur Dazzler donnant naissance à Shatterstar alors qu'il était bébé. Rictor et Shatterstar ont aidé à accoucher du bébé, avant que Shatterstar n'efface la mémoire de Dazzler. Pour maintenir la chronologie telle qu'elle était censée avoir lieu, Shatterstar s'est ensuite transporté lui-même, Rictor, et le bébé dans le temps - de 100 ans - jusqu'à la période dans laquelle il a grandi.

### New Tian
Pendant Secret Empire, il est révélé que Shatterstar et Rictor ont pu revenir dans le présent. Shatterstar fait partie des résidents de New Tian, avec Rictor et de nombreux autres mutants. Après le démantèlement de New Tian, Rictor a dit à Iceberg que lui et Shatterstar étaient maintenant en pause dans leur couple.

### Propriétaire de Manor Crossing
Ne se sentant pas sûr de lui et de sa relation avec Rictor, Shatterstar a mis fin à leur relation. Il a acheté une proprièté et l'a nommé Manor Crossing. Il a offert les chambres à des réfugiés multidimensionnels comme lui et a servi à la fois de propriétaire et de protecteur à ses locataires. Lorsque les locataires de Shatterstar ont été kidnappés par un groupe de mercenaires de Mojoworld, les commanditaires de la mort et leur chef, l'ancien allié Gringrave, Shatterstar a juré de les ramener à la maison.
Avec l'aide de Rictor, Shatterstar a suivi le groupe dans le monde d'Horus IV, qui était gouverné par le grand maître. Le grand maître a chargé Gringrave de l'enlèvement, dans l'espoir d'utiliser une bataille de gladiateurs entre les ennemis pour satisfaire la soif des Horusiens pour un conflit sanglant.
Après que Shatterstar ait tué Gringrave pour se venger de ses actions, le grand maître lui-même est entré dans l'arène, cherchant à prendre le contrôle de Shatterstar pour l'éternité. Mais Shatterstar a refusé de concéder et a vaincu le grand maître en les téléportant sur Terre-1218, un monde où les êtres super puissants n'existent pas et où les pouvoirs divins du grand maître ne pouvaient pas fonctionner. Shatterstar a ensuite été sauvé par Rictor, qui a tendu la main à travers l'univers pour le retrouver et le ramener à la maison.

### eXtermination
Shatterstar fut choqué lorsque son ancien mentor Cable a été tué alors qu'il tentait de protéger Iceberg déplacé dans le temps. Lorsqu'il a été révélé qu'une version plus jeune de Cable était responsable, Shatterstar s'est associé à ses anciens coéquipiers de X-Force pour traquer Kid Cable et le faire répondre de son crime. Au cours de la recherche, Shatterstar a été transformé en l'un des limiers de mutants d'Ahab et a tenté de tuer Jean Grey, déplacée dans le temps. Shatterstar a été maîtrisé par Rocket et libéré de l'influence d'Ahab.

### Excalibur
Il a rejoint Excalibur dans leur bataille contre le roi Arthur.

## Personnage

### Pouvoirs, capacités et équipement
Shatterstar est un guerrier né. Il est entrainé au maniement des sabres, à la lutte et aux arts martiaux.
- Sa force et son endurance dépassent celles d'un humain normal. Il peut soulever environ 1 tonne.
- Sa capacité de récupération est elle aussi accrue, et on l'a déjà vu s'empaler volontairement pour vaincre ses adversaires (il a déjà perdu plusieurs organes vitaux, qui se sont régénérés).
- Ses os creux, comme ceux de Longshot, lui donnent une agilité et une souplesse formidables.
- Il possède le pouvoir de générer (via ses armes) un faisceau de bio-force. Mais l'énergie émise est perdue par Shatterstar, ce qui l'affaiblit à chaque tir. Il se sert donc rarement de ce pouvoir.

Au combat, Shatterstar utilise deux épées mystiques. Les lames traversent les champs de force et peuvent être unies en un seul grand sabre

### Personnalité
Lors de ses débuts, Shatterstar est représenté comme un personnage asexué qui a des difficultés à comprendre le comportement humain.
Dans les années qui suivent, des auteurs, qui emploient le personnage, laissent des indices qui engendrent une spéculation sur la nature de la relation entre Statterstar et son coéquipier Rictor. En 2009, les deux personnages se révèlent être gays lorsqu'ils échangent un baiser dans X-Factor #45.

## Apparitions dans d'autres médias
- Shatterstar apparait dans le film Deadpool 2 (2018) de David Leitch, où il est interprété par l'acteur Lewis Tan. Il fait partie des premières recrues de Deadpool pour créer X-Force.